# Dobsonia anderseni
Dobsonia anderseni är ett däggdjur i familjen flyghundar som beskrevs av Thomas 1914. Populationen räknas ibland till Dobsonia moluccensis men nyare verk listar den som god art.
Denna flyghund förekommer på Bismarckarkipelagen och på Amiralitetsöarna. Den vistas i låglandet och i bergstrakter upp till 1500 meter över havet. Arten lever i olika habitat men behöver fruktträd. Den lever i flockar, som vilar ihåliga träd, grottor och tunnlar. Per kull föds en unge.
I vissa områden jagas flyghunden för att den gör åverkan på fruktträdsodlingar. Lokalt kan arten hotas av högt jakttryck och av att grottor förstörs, men populationsstorleken är stabil, och hela beståndet listas av IUCN som livskraftig (LC).